# Барранкуш
Барра́нкуш (порт. Barrancos; МФА: [ba.ˈʁɐ̃.kuʃ]) — муніципалітет і містечко в Португалії, в окрузі Бежа. Розташований у південно-східній частині країни, на теренах історичної португальської провінції Алентежу. Належить до Безької діоцезії Католицької церкви в Португалії. Права міського самоврядування має з 1295 року. Поділяється на 1 парафію. За адміністративним поділом, чинним до 1976 року, був складовою провінції Нижнє Алентежу. Площа муніципалітету — 168,42 км², населення муніципалітету — 1792 ос. (2016); густота населення — 10,64 осіб/км²
. Патрон — Діва Марія. Святковий день муніципалітету — 28 серпня. Поштовий індекс — 7230.  Код місцевої адміністративної одиниці — 0204. Складова статистичного регіону Алентежу.

## Географія
Барранкуш розташований на південному сході Португалії, на північному сході округу Бежа, на португальсько-іспанському кордоні.
Містечко розташоване на березі річки Сільо (басейн річки Гвадіана (річка)).
Відстань до Лісабона — 198 км, до Бежі — 78 км.
Барранкуш межує на півночі та сході з Іспанією, на півдні та заході — з муніципалітетом Мора (Бежа), на північному заході — з муніципалітетом Моран.

### Клімат
| Клімат Барранкуша       | Клімат Барранкуша | Клімат Барранкуша | Клімат Барранкуша | Клімат Барранкуша | Клімат Барранкуша | Клімат Барранкуша | Клімат Барранкуша | Клімат Барранкуша | Клімат Барранкуша | Клімат Барранкуша | Клімат Барранкуша | Клімат Барранкуша | Клімат Барранкуша |
| Показник                | Січ.              | Лют.              | Бер.              | Квіт.             | Трав.             | Черв.             | Лип.              | Серп.             | Вер.              | Жовт.             | Лист.             | Груд.             | Рік               |
| Середній максимум, °C   | 14,2              | 15,5              | 18,5              | 20,3              | 24,1              | 29,8              | 34,3              | 34,0              | 30,1              | 23,7              | 18,6              | 15,1              | 23,2              |
| Середня температура, °C | 8,8               | 10,0              | 12,0              | 13,8              | 17,0              | 21,5              | 24,9              | 24,7              | 22,1              | 17,4              | 13,0              | 10,1              | 16,3              |
| Середній мінімум, °C    | 3,4               | 4,5               | 5,6               | 7,2               | 9,8               | 13,2              | 15,5              | 15,3              | 14,0              | 10,9              | 7,3               | 5,1               | 9,3               |
| Днів з опадами          | 8                 | 7                 | 6                 | 7                 | 6                 | 3                 | 0                 | 0                 | 2                 | 6                 | 6                 | 8                 | 59                |
| ----------------------- | ----------------- | ----------------- | ----------------- | ----------------- | ----------------- | ----------------- | ----------------- | ----------------- | ----------------- | ----------------- | ----------------- | ----------------- | ----------------- |
| Джерело: www.yr.no      |                   |                   |                   |                   |                   |                   |                   |                   |                   |                   |                   |                   |                   |

## Історія
1295 року португальський король Дініш надав Барранкушу форал, яким визнав за поселенням статус містечка та муніципальні самоврядні права.

## Населення
| Кількість мешканців | Кількість мешканців | Кількість мешканців | Кількість мешканців | Кількість мешканців | Кількість мешканців | Кількість мешканців | Кількість мешканців | Кількість мешканців | Кількість мешканців | Кількість мешканців | Кількість мешканців | Кількість мешканців | Кількість мешканців | Кількість мешканців | Кількість мешканців |
| ------------------- | ------------------- | ------------------- | ------------------- | ------------------- | ------------------- | ------------------- | ------------------- | ------------------- | ------------------- | ------------------- | ------------------- | ------------------- | ------------------- | ------------------- | ------------------- |
| 1864                | 1878                | 1890                | 1900                | 1911                | 1920                | 1930                | 1940                | 1950                | 1960                | 1970                | 1981                | 1991                | 2001                | 2011                | 2016                |
| 1 994               | 2 372               | 2 581               | 2 659               | 2 753               | 2 999               | 3 210               | 3 489               | 3 624               | 3 429               | 2 695               | 2 157               | 2 052               | 1 924               | 1 834               | 1 792               |

## Пам'ятки
- Муніципальний музей Барранкуш
- Музей археології та етнографії Барранкуш

## Економіка
Серед видів економічної діяльності найважливішими є сільське господарство та тваринництво. Центр виробництва свинини на Піренейському півострові.

## Парафії
1. Барранкуш